# ヴィアモール江南

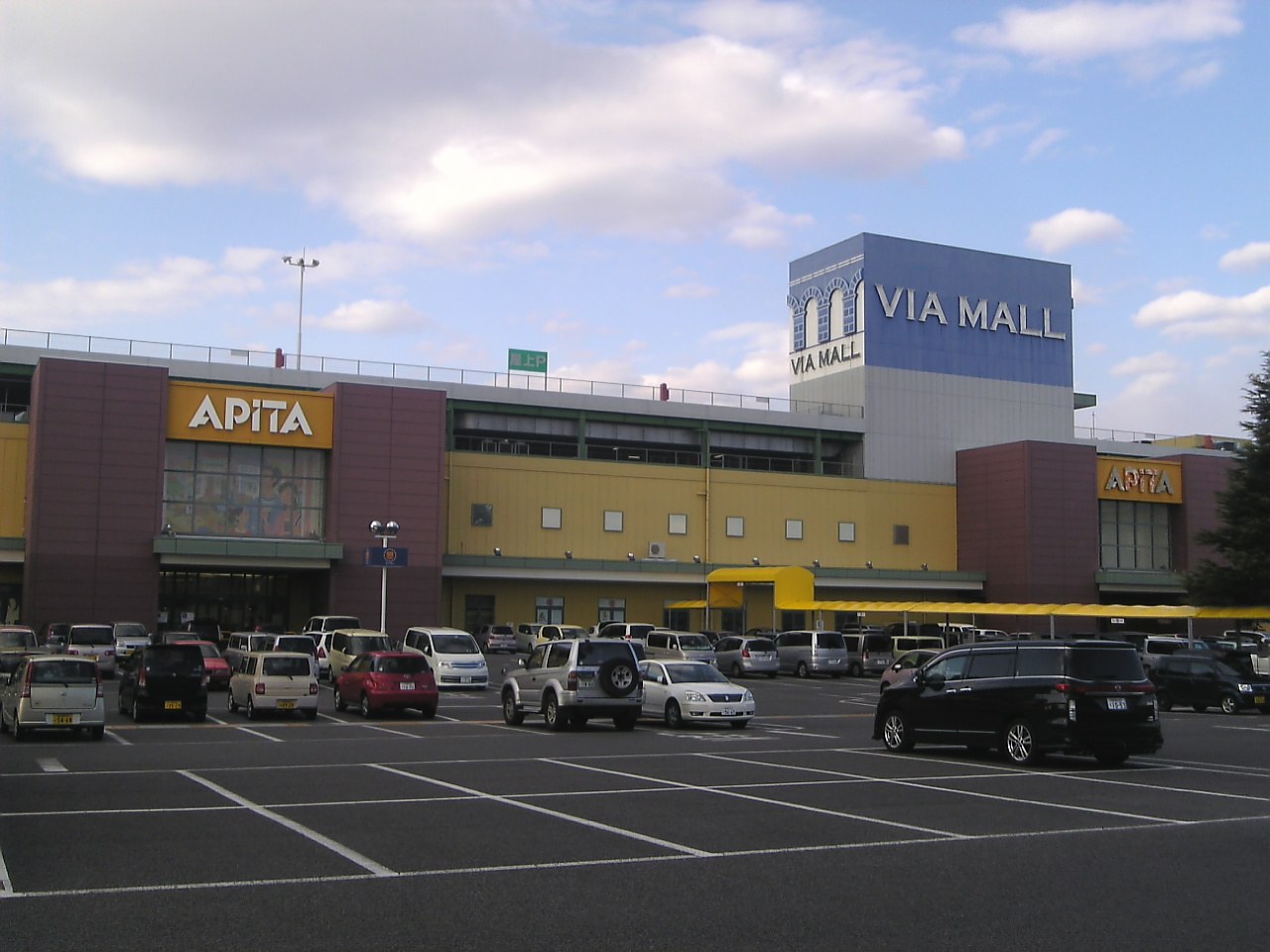
店舗東方

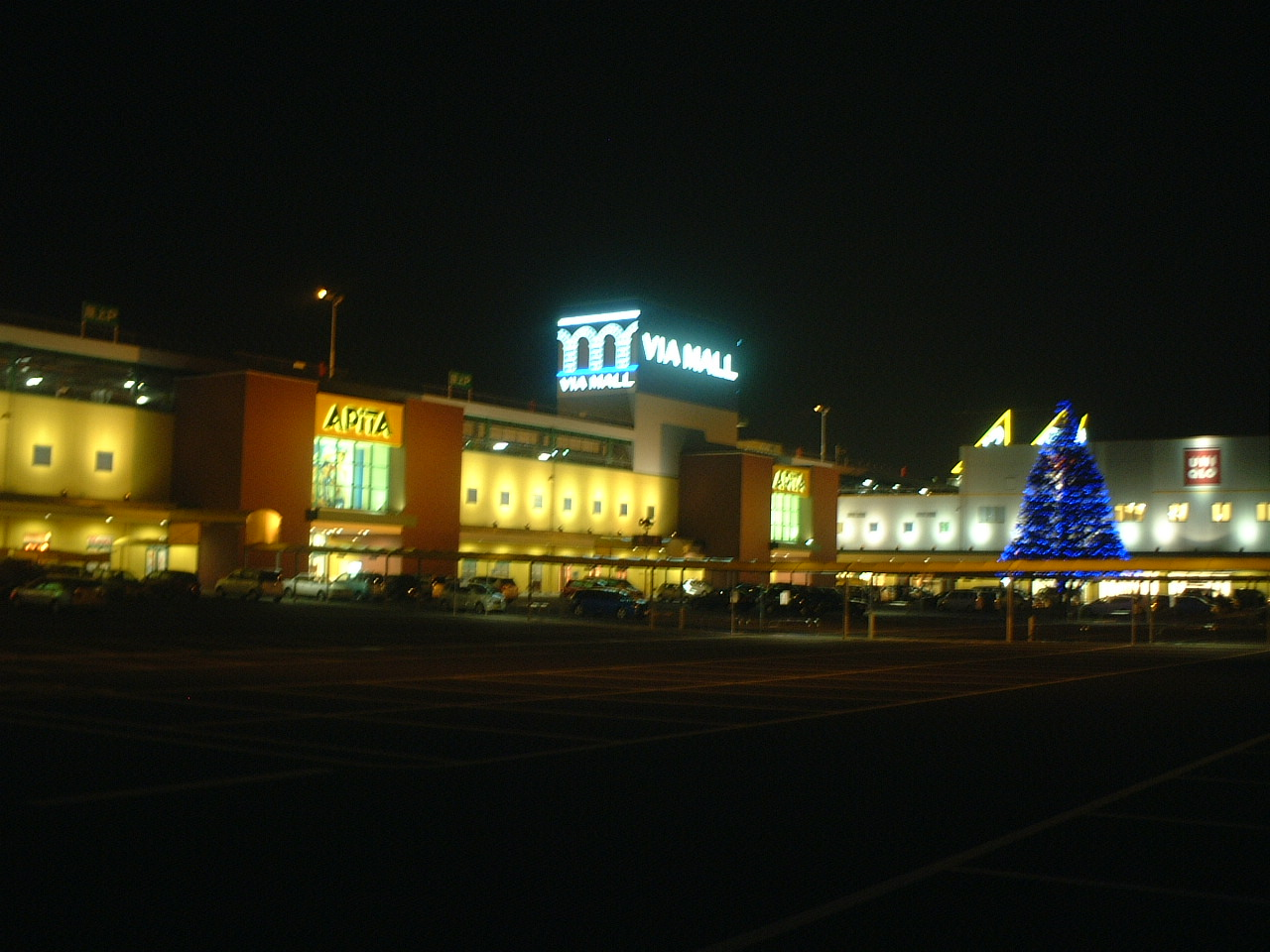
店舗夜景

ヴィアモール江南（ヴィアモールこうなん）（英: VIA MALL KOUNAN）は、愛知県江南市松竹町にあるユニーが管理・運営するショッピングセンターである。核店舗はアピタ江南西店。

## 概要
シキボウ（株）の江南工場（現在の（株）シキボウ江南）の縮小により遊休地となっていた同工場敷地の北西部分を、2003年（平成15年）3月、ユニーが約31億円で土地買収し、新規に店舗を建設。
店舗開発に伴い、店舗敷地北側及び西側を整地し道路拡幅を行っている。翌年春から鴻池組によって建設がなされた。屋上駐車場付き鉄骨造地上3階建て。
VIA MALLは、イタリア語のヴィア（VIA＝街）と英語のモール（MALL＝木陰の散歩道・商店街）を組み合わせて命名された。
当ショッピングセンターがオープンした時期には大手総合スーパー各社が総合スーパー単体店からモール型へと変貌してきた過度期であり、ユニーにとってもその後のモール型ショッピングセンター「ウォーク」導入への布石となった店舗でもある。
江南市村久野町の旧「ビアアピタ江南」（VIA APiTA。現在のMEGAドン・キホーテUNY江南店）のカルチャー部分を事実上引き継ぎ、VIAの付称が継承されている。また、アピタ江南店が2006年（平成18年）2月の改装に伴い、「アピタ江南店食品館」として食料品店に特化したため、同店の衣料品部門・生活雑貨および住居関連品部門の移転後継店ともなっている。
完成後も整備が進み、敷地内には大型日帰り温泉施設「松竹温泉 天風の湯」が2007年（平成19年）3月にオープンした。
近隣の競合店舗としてはイオンモール扶桑（丹羽郡扶桑町）、イオンモール木曽川（旧名キリオ。一宮市木曽川町）、イオンモール各務原インター（各務原市）などがある。また、ユニーの店舗のMEGAドンキホーテUNY江南店（上記）の他、ピアゴ布袋店（江南市布袋町）、アピタパワー木曽川店（一宮市木曽川町）、MEGAドン・キホーテUNY大口店（丹羽郡大口町）、テラスウォーク一宮店（一宮市両郷町）なども当店から近隣に所在する。

## 主な専門店

### 1F
- オリヒカ（カジュアル）
- ミルフローラ（宝飾）
- ミスタードーナツ（ファーストフード）
- スターバックス（カフェ）

### 2F
- ティップネス （フィットネス）
- ヴィレッジヴァンガード（書籍・雑貨店）
- 韓食（飲食）
- ユニクロ（カジュアル）
- ABCマート（靴）

※ その他詳細はショップガイドを参照。

## 交通アクセス
- 名鉄犬山線「江南駅」下車、名鉄バス：「ヴィアモール経由江南団地行き」または「江南団地経由江南厚生病院行き」にて「ヴィアモール前」バス停下車、徒歩で約3分。
- 名鉄名古屋本線「名鉄一宮駅」・JR東海道本線「尾張一宮駅」下車、名鉄バス：「江南団地行き」にて「ヴィアモール前」バス停下車、徒歩で約3分。